# バリー・サイモン

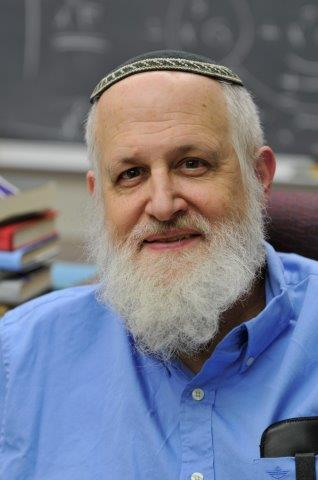
バリー・サイモン

バリー・マーティン・サイモン(Barry Martin Simon, 1946年4月16日 - )は、アメリカ合衆国の数理物理学者。ニューヨーク出身。

## 来歴
1966年にハーバード大学を卒業し、1970年プリンストン大学でアーサー・ワイトマンの指導の下、物理学のPh.D.を取得。プリンストンではトーマス・フェルミ近似とハートリー・フォック近似を用いた相転移の理論についてエリオット・H・リーブとともに研究した。その後はプリンストン大学で長らく教授を務めた後、1980年にカリフォルニア工科大学に特別研究員として移籍し、翌年に教授に就任、2016年からは名誉教授となった。

## 主な受賞歴
- 2012年 - ポアンカレ賞
- 2015年 - ボーヤイ賞
- 2016年 - スティール賞生涯の業績部門
- 2018年 - ハイネマン賞数理物理学部門

## 参照
- Prof. Simon's Homepage
- SimonFest
  - Barry Simon's 60th Birthday Celebration: Reminiscences of Friends, Relatives, and Colleagues — Barry Stories from SimonFest
- バリー・サイモン - Mathematics Genealogy Project
- Publications and citations at Google Scholar